# Рокка-ди-Камбио
Рокка-ди-Камбио (итал. Rocca di Cambio) — коммуна в Италии, расположена в регионе Абруццо, подчиняется административному центру Л’Акуила.
Население составляет 498 человек (на 2005 г.), плотность населения составляет 18,05 чел./км². Занимает площадь 27,59 км². Почтовый индекс — 67047. Телефонный код — 0862.
Покровительницей коммуны почитается святая Лючия Сиракузская, празднование 13 декабря.